# Czesław Niemen
Czesław Juliusz Niemen, geboren als Czesław Juliusz Wydrzycki (Stare Wasiliszki, 16 februari 1939 — Warschau, 17 januari 2004) was een Pools zanger en toondichter. Zijn album Dziwny jest ten świat (Deze wereld is vreemd) was het eerste gouden album in Polen.
In 1979 haalde hij bij het 3e Intervisiesongfestival de eerste plaats met het nummer "Nim przyjdzie wiosna".
- Bibliothèque nationale de France: cb167729656 (data)
- Gemeinsame Normdatei: 130255645
- International Standard Name Identifier: 0000 0001 1059 6731
- Library of Congress Control Number: nr97035383
- Nationale Bibliotheek van Letland: 000152004
- MusicBrainz: 021810b3-8775-4939-bc99-e97efdfadd6c
- Nationale Bibliotheek van Tsjechië: jo2004213703
- Système universitaire de documentation: 175187908
- Virtual International Authority File: 44207058
- WorldCat: E39PBJwxPYh9wPmqTf84fPyKh3